# Michałkowo (województwo warmińsko-mazurskie)
Michałkowo (niem. Langmichels) – wieś w Polsce położona w województwie warmińsko-mazurskim, w powiecie kętrzyńskim, w gminie Barciany.
W latach 1975–1998 miejscowość administracyjnie należała do województwa olsztyńskiego.
Michałkowo położone jest tuż przy granicy państwowej z obwodem królewieckim. Przez Michałkowo biegnie droga wojewódzka nr 591 z Kętrzyna, przez Barciany do miejscowości Żeleznodorożnyj po stronie rosyjskiej.

## Historia
Miejscowość w XVIII w. wykazywana była jako wieś chłopska i taka była przez wiek XIX i XX.